# Северный вестник (1804—1805)
«Северный вестник» — русский ежемесячный литературный и общественно-политический журнал, издававшийся в Санкт-Петербурге в 1804—1805 годах под редакцией Ивана Мартынова.
В числе сотрудников были такие известные литераторы, как Константин Батюшков, Николай Гнедич, Сергей Глинка, Александр Тургенев и другие. В 1805 году в журнале было опубликовано произведение «Комала, песнь Оссиана», которым начал свою литературную карьеру Александр Беницкий.
Наибольшее место в журнале отводилось внутренней политике, просвещению, культуре. В ряде вопросов «Северный вестник» выходил за рамки официальной идеологии — при публикации материалов, защищавших свободу слова, а также глав из «Путешествия из Петербурга в Москву» Александра Радищева и других.
В 1806 году журнал «Северный вестник» был переименован в «Лицей», который просуществовал в течение одного года.

## Полное оцифрованное издание первого Северного Вестника
- Указатель статей серьезного содержания, помещенных в русских журналах прежних лет / Бенардаки Николай Дм. Санкт-Петербург 1858 Национальная электронная библиотека

### 1804, ч. 1-4, № 1-12
- 1804, ч. 1, № 1 Российская государственная библиотека = Национальная электронная библиотека
- 1804, ч. 1, № 2 Российская государственная библиотека = Национальная электронная библиотека
- 1804, ч. 1, № 3 Российская государственная библиотека = Национальная электронная библиотека
- 1804, ч. 2, № 4 Российская государственная библиотека = Национальная электронная библиотека
- 1804, ч. 2, № 5 Российская государственная библиотека = Национальная электронная библиотека
- 1804, ч. 2, № 6 Российская государственная библиотека = Национальная электронная библиотека
- 1804, ч. 3, № 7 Российская государственная библиотека = Национальная электронная библиотека, Российский государственный педагогический университет им. А.И. Герцена
- 1804, ч. 3, № 8 Российская государственная библиотека = Национальная электронная библиотека, Российский государственный педагогический университет им. А.И. Герцена
- 1804, ч. 3, № 9 Российская государственная библиотека = Национальная электронная библиотека, Российский государственный педагогический университет им. А.И. Герцена
- 1804, ч. 4, № 10 Российская государственная библиотека = Национальная электронная библиотека, Российский государственный педагогический университет им. А.И. Герцена
- 1804, ч. 4, № 11 Российская государственная библиотека = Национальная электронная библиотека, Российский государственный педагогический университет им. А.И. Герцена
- 1804, ч. 4, № 12 Российская государственная библиотека = Национальная электронная библиотека, Российский государственный педагогический университет им. А.И. Герцена

### 1805, ч. 5-8, № 1-12
- 1805, ч. 5, № 1 Российская государственная библиотека = Национальная электронная библиотека, Российский государственный педагогический университет им. А.И. Герцена
- 1805, ч. 5, № 2 Российская государственная библиотека = Национальная электронная библиотека
- 1805, ч. 5, № 3 Российская государственная библиотека = Национальная электронная библиотека, Российский государственный педагогический университет им. А.И. Герцена
- 1805, ч. 6, № 4 Российская государственная библиотека = Национальная электронная библиотека
- 1805, ч. 6, № 5 Российская государственная библиотека = Национальная электронная библиотека
- 1805, ч. 6, № 6 Российская государственная библиотека = Национальная электронная библиотека
- 1805, ч. 7, № 7 Российская государственная библиотека = Национальная электронная библиотека
- 1805, ч. 7, № 8 Российская государственная библиотека = Национальная электронная библиотека
- 1805, ч. 7, № 9 Российская государственная библиотека = Национальная электронная библиотека, Российский государственный педагогический университет им. А.И. Герцена
- 1805, ч. 8, № 10 Российская государственная библиотека = Национальная электронная библиотека
- 1805, ч. 8, № 11 Российская государственная библиотека = Национальная электронная библиотека
- 1805, ч. 8, № 12 Российская государственная библиотека = Национальная электронная библиотека